# Tatort: Nemesis
Nemesis ist ein Fernsehfilm aus der Krimireihe Tatort. Der von W&B Television im Auftrag des MDR produzierte Beitrag wurde am 18. August 2019 im Ersten Programm der ARD sowie zeitgleich im ORF und im SRF ausgestrahlt. In dieser 1100. Tatort-Folge lösen die Dresdner Ermittlerinnen ihren achten Fall.

## Handlung
Joachim Benda, der Star der Dresdner Szenegastronomie, wird erschossen in seinem Restaurant aufgefunden. Die Kommissarinnen Karin Gorniak und Leonie Winkler vermuten, dass Benda von Schutzgelderpressern abkassiert wurde. Auch seine Witwe Katharina berichtet von Drohungen und einem nächtlichen Überfall auf Benda und seine Familie. Die Spur verdichtet sich, als die Kugeln vom Tatort einer Waffe zugeordnet werden können, die bereits bei einem Mord im Rotlichtmilieu benutzt wurde. Kommissariatsleiter Schnabel, der Benda persönlich kannte und den Mordfall schnell aufklären will, drängt auf weitere Ermittlungsergebnisse. Doch Winkler und Gorniak zweifeln die Aussagen der Witwe an, da diese sich in Widersprüche verstrickt hat. Außerdem stellen die Ermittlerinnen ihrem Chef aufgrund aufgefundener Fotos unangenehme Fragen über sein Verhältnis zu Benda und dessen Stammgast Levon Nazarian, einem zwielichtigen Bauunternehmer. Auch Winklers Vater, der pensionierte Kriminalbeamte Otto Winkler, scheint beide Männer gut gekannt zu haben. Winkler beschleicht der Verdacht, dass ihr Vater sich hat bestechen lassen und Hinweise von Nazarian gegen Polizeiinterna getauscht hat.
Überraschend wirft der Hinweis eines verdeckten Ermittlers die bisherigen Ermittlungsansätze über den Haufen: Die Tatwaffe gehörte Benda selbst. Er hatte sie illegal auf dem Schwarzmarkt erworben. Nun rückt endgültig Katharina Benda in den Fokus der Ermittlungen, doch ihr Alibi für die Tatnacht ist lückenlos. Außerdem gelingt es der Witwe, ihre persönliche Beziehung zu Schnabel zu nutzen, um die Ermittlungen zu behindern. Leonie Winkler sieht sich gezwungen, sich hochnotpeinlich bei ihr zu entschuldigen.
Doch die Kommissarinnen lassen nicht locker. Sie finden über die Analyse der PC-Festplatte des Opfers heraus, dass Benda seine Frau in die Psychiatrie einweisen lassen wollte. Offenbar fürchtete er um die Sicherheit seiner beiden Söhne, die offenbar von ihrer psychotischen Mutter manipuliert und psychisch missbraucht wurden, konnte sich aber aufgrund seiner Verstrickung in Geldwäschegeschäfte nicht scheiden lassen, ohne dass diese aufgeflogen wären.
Schließlich gelingt es den Ermittlerinnen zu rekonstruieren, dass Katharina Benda ihre Söhne zu Schießübungen im Wald gezwungen hatte. Ein in einem Baumstumpf gefundenes Projektil bringt die Witwe mit der Tatwaffe in Verbindung. Gorniak und Winkler fahren zum Haus der Bendas, um die Frau festzunehmen, doch da befindet sich Katharina mit ihren Söhnen bereits auf der Flucht. Als wenig später ihr Wagen von der Polizei gestoppt wird, droht die in die Enge getriebene, psychisch kranke Frau, sich mit ihren Kindern von einem Parkhausdach zu stürzen. In einem dramatischen Finale versucht Gorniak, die Frau zur Aufgabe zu überreden. Der Dialog auf dem Dach klärt auch die Tat auf: Valentin, der jüngere Sohn, tötete Joachim Benda, nachdem sich der ältere Sohn Viktor geweigert hatte, im Auftrag der Mutter den eigenen Vater zu erschießen. Er hatte erkannt, dass der Vater mit seinem Urteil über die Mutter im Recht war. Gorniak kann die beiden Söhne in letzter Sekunde retten. Katharina Benda stürzt sich vom Dach, überlebt aber, weil die Feuerwehr rechtzeitig ein Auffangkissen platziert hat.

## Hintergrund
Der Film wurde vom 19. November 2018 bis zum 18. Dezember 2018 in Dresden gedreht.
Gedreht wurde in Dresden z. B. im Kurländer Palais, am Neustädter Elbufer, an der 46. Oberschule in der Südvorstadt und in einem Haus an der Calberlastraße in Loschwitz.
Als Teil des Soundtracks wurde der Song Nothing Breaks Like a Heart von Mark Ronson und Miley Cyrus eingesetzt.
Die Leiche von Joachim Benda wird vom Dresdner Gastronomen Gerd Kastenmeier gespielt.

## Rezeption

### Kritiken
Von der Presse wurde der Film unterschiedlich bewertet. Die FAZ fand Nemesis „sehenswert“ und hob hervor, dass „Stephan Wagner (Regie und Buch) und Mark Monheim (Buch) besonders in der Darstellung der Brüder und ihrer Mutter große emotionale und psychologische Wahrhaftigkeit“ gelinge. Auch der Tagesspiegel lobte Dramaturgie und Darsteller: „Nemesis ist klug konzipiert, seine Bilder sind klar und kalt, alles ist in Grautönen gehalten. Einem spiralförmigen Sog gleich führen die Spuren immer mehr in ein Dunkel, das Gorniak und Winkler lieber nicht dort verorten würden, wo sie es verorten müssten. Es sind die dunklen Abgründe einer Familie, die sich vor ihnen auftun. Einer Familie, dem äußeren Anschein nach wohlhabend und intakt, mit zwei Kindern und einem Restaurant, das einer der Hotspots der Stadt ist. Doch nahezu alles ist Täuschung. Es ist oftmals an den Gesichtern der beiden sehr unterschiedlich angelegten Jungen abzulesen – und Juri Sam Winkler und Caspar Hoffmann gelingt dies hervorragend darzustellen –, dass hier etwas nicht stimmt. Ein bedrohlicher Subtext. Ein tödlicher, vielleicht.“ Stern.de hob besonders Britta Hammelsteins Darstellung der Witwe des Mordopfers hervor, die die „unheimliche und nach außen doch so normal wirkende Ehefrau und Mutter in unglaublich überzeugender Manier“ spiele. Auch Kino.de war beeindruckt von Hammelsteins schauspielerischer Leistung: „Den größten Anteil an der starken zweiten Hälfte von „Nemesis“ hat Schauspielerin Britta Hammelstein, die aus ihrer Rolle als undurchsichtige Mutter eine wahre Tour-de-Force macht und den „Tatort“ zum Psychothriller umdeutet.“ Die TAZ lobte vor allem das Drehbuch: „Nemesis zeigt musterhaft, wie man aus der realitätsnahen Beschreibung polizeilicher Ermittlungsarbeit und einer überzeugenden Täterpsychologie eine fesselnde Kriminalerzählung schmiedet. Daneben weben Monheim und Wagner noch ein grundsätzliches Thema ein: Winkler und Gorniak stehen vor der Entscheidung zwischen der servilen Anpassung ans System und der kompromisslosen Suche nach der Wahrheit." N-tv hob ebenfalls die Arbeit der Drehbuchautoren hervor: „Als kreatives Ping-Pong-Spiel" bezeichnen die beiden jenen Prozess, mit dem sie ihre Geschichten entwickeln. In dieser Qualität dürfen die beiden gern bald wieder den symbolischen Tischtennis-Schläger in die Hand nehmen.“ Auch die Stuttgarter Nachrichten bewerteten die Episode positiv und sehen das Dresdner Ermittlerteam auf einem guten Weg: „Intensive und bedrückende Szenarien treffen in dieser Episode auf atmosphärische Dichte und teils großartige Schauspielerei. Wenn Dresden nicht aufpasst, ist sie bald „Tatort“-Hauptstadt.“. Die Programmzeitschrift rtv sah das ebenso: „Dresden entwickelt sich immer mehr zu einer “Tatort”-Hochburg.“
Die Süddeutsche Zeitung sah hingegen lediglich eine „Episode, die die klassischen Sehgewohnheiten bedient“, während die Münchner Abendzeitung dem „drögen“ Krimi wenig abgewinnen konnte: „Der Film wäre knackiger geworden, hätte man sich auf das Psycho-Thema konzentriert. So zerfasert alles.“ Die Rezensentin der NZZ stellt heraus, die Schauspielerinnen in den drei Hauptrollen rissen „die etwas beliebig angelegte Erzählung heraus“ aus dem „Kriminalfall nach der Bedienungsanleitung für Einheitsbrei“. „Mansplaining war gestern“.

„Um die Spannung in diesem "Tatort" oben zu halten, werden dem Publikum immer wieder Hinweise hingeworfen, die für diese oder jene Täterschaft sprechen. […] Aber durch dieses beflissen am Laufen gehaltene Indizien-Roulette […] wird irgendwann das emotionale und psychologische Zentrum des Films verspielt. […] So effektsicher "Nemesis" zum Teil gefilmt ist: Als Mafiathriller fällt der Film bald in sich zusammen, und als Psycho-Drama kratzt er kaum an der Oberfläche des selbstgewählten Stoffes. Der im April mit der Horror-Episode begonnene Neustart des Dresdner "Tatort" als harter, zeitgemäßer Cop-Krimi geht nicht auf.“

### Einschaltquote
Die Erstausstrahlung von Nemesis am 18. August 2019 wurde in Deutschland von 8,58 Millionen Zuschauern gesehen und erreichte einen Marktanteil von 27,3 % für Das Erste. Der Branchendienst Meedia hob hervor, dass dieser Tatort eine höhere Zuschauerquote erzielte als sämtliche anderen Sendungen seit sieben Wochen. Auch im werberelevanten Sektor bei den 14- bis 49-Jährigen gab es einen Marktanteil von 23,9 %.